# M. Powell Lawton
Mortimer Powell Lawton (Atlanta, Georgia, 31 de mayo de 1923 - Filadelfia, Haverford, Pensilvania, 29 de enero de 2001), más conocido como M. Powell Lawton, fue un psicólogo del comportamiento y gerontólogo de los Estados Unidos, doctorado en psicología clínica en el Teachers College de la Universidad de Columbia y uno de los pioneros de la Psicología ambiental y la Gerontología ambiental. 
Se interesó por las implicaciones del entorno físico-social en la calidad de vida de las personas mayores, en especial, por impulsar entornos para las personas mayores que sufren demencia (Alzheimer). Entre sus principales contribuciones destacan sus teorías sobre el envejecimiento humano y gerontología, como Modelo Ecológico de la Competencia (Lawton y Nahemow, 1973), donde formula que el comportamiento del adulto mayor está determinado por la presión del entorno y el grado de competencia del sujeto. Este modelo teórico ha tenido mucha repercusión en el ámbito de la Gerontología ambiental (Paul Gordon Windley, Graham D. Rowles), aunque ha sido criticado por su determinismo (hipótesis de la docilidad ambiental). Años más tarde, el propio M. Powell Lawton formuló la hipótesis de la proactividad ambiental (Lawton, 1987) basada en la defensa de que las personas mayores pueden modelar y adaptar sus ambientes a sus necesidades y preferencias.
A lo largo de su vida fue profesor de diversas universidades (Universidad de Columbia, Brown University, Universidad de Temple, Universidad Estatal de Pennsylvania), director emérito del Polisher Research Institute (Centro Geriátrico de Filadelfia) y presidente de The Gerontological Society of America (GSA). Asimismo, M. Powell Lawton ha dejado una prolífica producción científica y fue editor de diversas revistas científicas centradas en el abordaje de cuestiones sobre gerontología ambiental, como Association's Journal Psychology and Aging, Annual Review of Gerontology and Geriatrics, Journal of Aging and Social Policy, Journal of Housing for the Elderly, y Contemporary Gerontology.